# Campeonato Europeu de Handebol Masculino
O Campeonato Mundial de Handebol(pt-BR) ou Andebol(pt-PT?) Masculino  é o principal campeonato de andebol entre seleções dos países da EHF. Acontece a cada dois anos desde 1994 e, além de determinar o campeão europeu, serve como qualificação para o Campeonato Mundial e, quadrienalmente, para os Jogos Olímpicos. Os países participantes são escolhidos após uma série de jogos de qualificação. 
A Suécia conquistou cinco edições (três das primeiras quatro edições, incluindo a inaugural, e a de 2022). A França triunfou por quatro vezes enquanto Alemanha, Espanha e Dinamarca triunfaram por duas vezes. Rússia também conta com um título. A bicampeã olímpica  Croácia nunca conquistou um europeu tem ficado com o vice-campeonato três vezes. 

## Histórico
Em 1946, a Federação Internacional de Handebol foi fundada por oito nações europeias, e embora nações não europeias competissem nos Campeonatos Mundiais, as medalhas sempre foram conquistadas por nações europeias. A Federação Europeia de Handebol foi fundada em 1991. Ao mesmo tempo (1995), o Campeonato Mundial foi alterado de um evento quadrienal para um evento semestral, e a Federação Europeia de Handebol iniciou agora o seu próprio campeonato - que também funcionou como uma qualificação regional para o Campeonato Mundial.
O primeiro campeonato foi realizado em Portugal em junho de 1994. O país anfitrião não conseguiu se classificar para nenhum Campeonato Mundial até o momento e terminou em 12º e último lugar, após perder todos os seis jogos, incluindo 21-38 para a Romênia no play-off do 11º lugar. A Suécia tornou-se a primeira campeã europeia após derrotar a Rússia por 34-21 na final, a derrota mais pesada da [[Seleção Russa de Handebol Masculino|Rússia] na sua história internacional. Ambas as equipes passaram o torneio sem perder, mas os contra-ataques da Suécia tornara-se a chave na final; eles marcaram 14 de seus 34 gols em contra-ataques. O zagueiro sueco Magnus Andersson foi eleito o melhor jogador do evento e o lateral-esquerdo russo Vasily Kudinov foi o artilheiro com 50 gols.
Dois anos depois, o campeonato mudou para a Espanha, com o mesmo formato. Desta vez, nenhuma seleção passou da fase de grupos sem permitir pontos, mas Rússia e Suécia se enfrentariam mais uma vez; desta vez na semifinal, e a Rússia se vingou com uma vitória por 24-21 diante de 650 espectadores. Na outra semifinal, os anfitriões venceram a Iugoslávia por 27–23, antes de 7.500 espectadores lotarem a arena em Sevilla para ver os anfitriões perderem por um gol, apesar dos esforços de Talant Dujshebaev, um zagueiro nascido no Quirguistão que jogou pela Rússia em 1994, mas que agora jogou pela Espanha. A República Federal da Iugoslávia participou pela primeira vez e terminou em terceiro.
Em 1998, o Campeonato foi realizado na Itália, cuja participação no Campeonato Mundial de 1997 foi a primeira no mais alto nível do handebol internacional. A Espanha passou as primeiras seis partidas do torneio invicta, enquanto a adversária Suécia venceu as primeiras quatro partidas antes de se tornar a primeira seleção a perder para a anfitriã Itália. No entanto, na final, a Suécia foi muito forte e venceu por 25–23 após ter liderado por 15–9 no intervalo diante de 6.100 espectadores em Bolzano.
Dois anos depois, o Campeonato foi disputado nas cidades croatas de Zagreb e Rijeka. A essa altura, o campeonato havia sido adiado para janeiro, no meio da temporada europeia de handebol. O Campeonato funcionou como uma eliminatória olímpica, e a anfitriã Croácia, que venceu as Olimpíadas de 1996, precisava terminar entre os cinco primeiros para se classificar. Perderam para a Espanha e empataram com a França na fase de grupos, o que os levou ao play-off do quinto lugar com a vizinha Eslovênia, 10.000 espectadores assistiram à vitória da Eslovênia por um gol e à qualificação para os Jogos de Sydney. As duas equipes que já haviam vencido o Campeonato Europeu, Suécia e Rússia, se classificaram para a final - a Suécia venceu a partida da fase de grupos por 28-25, mas a Rússia conseguiu uma vantagem de seis gols no intervalo. A Suécia voltou para empatar o jogo em tempo integral, e dois períodos extras de 10 minutos foram necessários antes que a Suécia vencesse por 32-31, depois que Magnus Wislander marcou o gol decisivo.
A tricampeã Suécia foi a próxima a sediar o Campeonato Europeu, em 2002. Este foi o primeiro torneio com 16 equipes, uma expansão das 12 nas quatro edições anteriores. Os suecos venceram suas primeiras sete partidas e já haviam se classificado para as semifinais quando perderam por 26–27 para a Dinamarca, tendo liderado por 17–11 no intervalo. No outro grupo da rodada principal, a Islândia se tornou o terceiro time nórdico a se classificar após derrotar a Alemanha na partida final, mas tanto a Dinamarca quanto a Islândia foram derrotadas nas semifinais - a Dinamarca perdeu por 23-28 para a Alemanha, enquanto a Suécia derrotou a Islândia por 11 gols. A Suécia qualificou-se assim para a sua quarta final em cinco tentativas e, perante 14.300 espectadores no Stockholm Globe, recuperou de uma desvantagem de um gol, quando Staffan Olsson empatou a cinco segundos do fim. A Suécia substituiu o goleiro e Florian Kehrmann respondeu com um gol de rede vazia, mas foi anulado porque os árbitros não haviam iniciado o jogo após o gol sueco. Na prorrogação, a Suécia aguentou e pôde comemorar o quarto título.
A série de três campeonatos consecutivos da Suécia foi quebrada na Eslovênia em 2004, quando a Alemanha venceu apesar de não ter sido apontada como candidata a medalha pela agência de notícias Deutsche Presse Agentur. A Alemanha sofreu uma derrota precoce para a Sérvia e Montenegro e se classificou para a fase principal como a terceira e última seleção do grupo, após empatar também com a França. No entanto, como os favoritos se venceram no grupo da fase principal dos alemãs, a Alemanha qualificou-se para as semifinais em primeiro lugar no grupo de seis equipes. No outro grupo, a Croácia, que venceu o outro grupo, não havia perdido nenhum dos primeiros sete jogos, enquanto a Dinamarca também somou quatro vitórias consecutivas.
A Croácia enfrentou a anfitriã Eslovênia na semifinal, e o confronto entre os dois vizinhos dos Balcãs viu medidas de segurança reforçadas. 7.000 espectadores no Hall Tivoli viram que os anfitriões se tornaram o primeiro time a vencer os croatas neste torneio, apesar dos 12 gols do extremo direito croata Mirza Džomba, que tinha a reputação de ser o melhor jogador de handebol do mundo na época. A Dinamarca, que alcançou a segunda semifinal consecutiva, mais uma vez teve de ser eliminada nesta fase, ao perder por 20-22 para a Alemanha, no que foi descrito como uma "vitória difícil". Uma vantagem de 16-10 no intervalo nunca foi desperdiçada, já que os eslovenos só conseguiu três gols no segundo tempo e acabou perdendo por 25-30.
O torneio de 2006 foi realizado na Suíça, nas cidades de Basileia, Berna, Lucerna, St Gallen e Zurique. A França venceu o torneio, passando por uma derrota solitária - uma derrota por 26-29 para a Espanha na fase preliminar (onde os franceses perdia por oito gols no intervalo). A atual campeã Alemanha também estava neste grupo preliminar e, desta vez, somar um ponto na fase de grupos não seria suficiente para a Alemanha. Apesar de vencer os três jogos da fase principal, o mesmo aconteceu com os franceses e os espanhois, e essas duas seleções se classificaram para as semifinais do Grupo I. Do outro grupo, a Croácia se classificou em primeiro lugar após uma vitória por 34-30 sobre a Sérvia e Montenegro na última partida. Mais tarde naquela noite, a Dinamarca derrotou os russos e qualificou-se para a terceira semifinal consecutiva, um ponto atrás da Croácia. No entanto, as equipes do Grupo II foram ambas derrotadas pelas equipes do Grupo I, fazendo com que França e Espanha se encontrassem novamente na final. No play-off do terceiro lugar, a Croácia perdeu surpreendentemente para a Dinamarca, enquanto a final viu a França vencer por oito gols para vencer o seu primeiro Campeonato da Europa.
A Noruega foi o país anfitrião do torneio de 2008. As partidas foram disputadas em Bergen, Drammen, Lillehammer, Stavanger e Trondheim. Croácia, Noruega, Hungria e França venceram os seus grupos preliminares, mas duas das seleções não conseguiram aproveitar a vantagem. Os noruegueses empatou com a Polônia e perdeu para a Eslovênia, e precisava de vencer os croatas no último jogo da fase de grupos. Em vez disso, Ivano Balić marcou o gol de 23-22 faltando vinte segundos para o final, e apenas um empate tardio deu à Noruega o terceiro lugar no grupo. Hungria, Espanha e Alemanha apuraram-se com dois pontos no Grupo C, e os alemãs selou a qualificação com uma vitória de dois gols sobre a Suécia, num jogo em que um empate teria sido suficiente para os suecos. Na primeira semifinal, a Croácia enfrentou os franceses em um jogo dominado por uma defesa forte de ambas as equipes, com os croatas alcançando duas vezes uma vantagem de três gols, apenas para ver a França voltar forte. O goleiro croata Mirko Alilović defendeu um chute de Nikola Karabatic a seis segundos do fim, na vitória da Croácia por 24-23. A Dinamarca recuperou de uma desvantagem de 7-12 para derrotar a Alemanha, apesar de os alemães terem empatado no minuto final, quando Lars Christiansen marcou um pênalti a três segundos do fim. A Croácia começou bem na final, marcando os primeiros quatro gols, mas com mais oito defesas do goleiro dinamarquês, Kasper Hvidt, a Dinamarca venceu por 24-20 e conquistou seu primeiro grande troféu.

## Edições

### Conquistas por país
| Ordem | País       | Medalha de ouro | Medalha de prata | Medalha de bronze |   |
| ----- | ---------- | --------------- | ---------------- | ----------------- | - |
| 1     | Suécia     | 5               | 1                | 1                 | 7 |
| 2     | França     | 4               | 0                | 2                 | 6 |
| 3     | Espanha    | 2               | 5                | 2                 | 9 |
| 4     | Dinamarca  | 2               | 2                | 4                 | 8 |
| 5     | Alemanha   | 2               | 1                | 1                 | 4 |
| 6     | Rússia     | 1               | 2                | 0                 | 3 |
| 7     | Croácia    | 0               | 3                | 3                 | 6 |
| 8     | Sérvia     | 0               | 1                | 0                 | 1 |
| 8     | Eslovênia  | 0               | 1                | 0                 | 1 |
| 10    | Islândia   | 0               | 0                | 1                 | 1 |
| 10    | Iugoslávia | 0               | 0                | 1                 | 1 |
| 10    | Noruega    | 0               | 0                | 1                 | 1 |

## Estatísticas

### Melhores pontuadoras por edição
O recordista de gols marcados em um único Campeonato Europeu é Sander Sagosen, após ter marcado 65 gols para a Noruega no Campeonato Europeu de Andebol Masculino de 2020.
| Ano  | Jogador                                                    | Gols |
| ---- | ---------------------------------------------------------- | ---- |
| 1994 | Vasily Kudinov                                             | 50   |
| 1996 | Thomas Knorr                                               | 41   |
| 1998 | Jan Filip                                                  | 48   |
| 2000 | Oleg Velyky                                                | 46   |
| 2002 | Ólafur Stefánsson                                          | 58   |
| 2004 | Croácia Mirza Džomba                                       | 46   |
| 2006 | Siarhei Rutenka                                            | 51   |
| 2008 | Croácia Ivano Balić · Nikola Karabatić · Lars Christiansen | 44   |
| 2010 | Filip Jícha                                                | 53   |
| 2012 | Kiril Lazarov                                              | 61   |
| 2014 | Joan Cañellas                                              | 50   |
| 2016 | Valero Rivera                                              | 48   |
| 2018 | Ondřej Zdráhala                                            | 55   |
| 2020 | Sander Sagosen                                             | 65   |
| 2022 | Ómar Ingi Magnússon                                        | 59   |
| 2024 | Martim Costa Mathias Gidsel                                | 54   |

### Melhores jogadores por edição
| Ano  | Jogador            |
| ---- | ------------------ |
| 1994 | Magnus Andersson   |
| 1996 | Talant Dujshebaev  |
| 1998 | Daniel Stephan     |
| 2000 | Jackson Richardson |
| 2002 | Magnus Wislander   |
| 2004 | Ivano Balić        |
| 2006 | Ivano Balić        |
| 2008 | Nikola Karabatić   |
| 2010 | Filip Jícha        |
| 2012 | Momir Ilić         |
| 2014 | Nikola Karabatić   |
| 2016 | Raúl Entrerríos    |
| 2018 | Jim Gottfridsson   |
| 2020 | Domagoj Duvnjak    |
| 2022 | Jim Gottfridsson   |
| 2024 | Nedim Remili       |